# Биологические пигменты

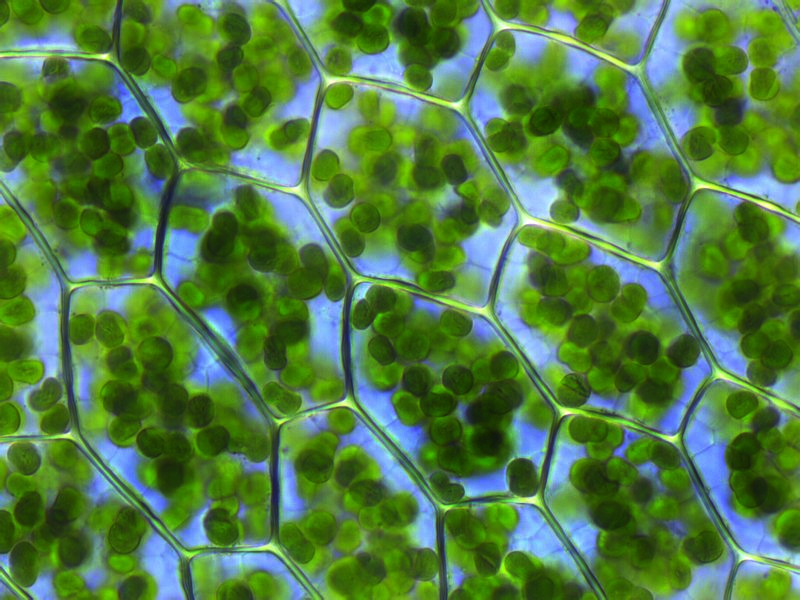
Хлоропласты в клетках листа содержат хлорофилл.

Биологические пигменты (биохромы) — окрашенные вещества, входящие в состав тканей организмов. Цвет пигментов определяется наличием в их молекулах хромофорных групп, избирательно поглощающих свет в определённой части видимого спектра солнечного света. Пигментная система живых существ — звено, связывающее световые условия окружающей среды и обмен веществ организма. Биологические пигменты играют важную роль в жизнедеятельности живых существ.

## Группы биологических пигментов
Биологические пигменты подразделяются на несколько классов в зависимости от своего строения.

### Каротиноиды

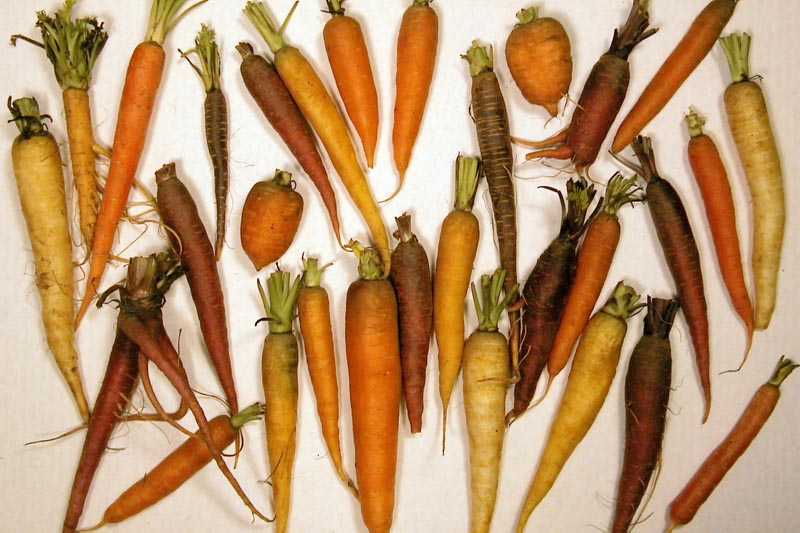
Каротиноиды придают окраску большинству оранжевых овощей и фруктов.

Каротиноиды — наиболее распространённый класс биологических пигментов. Они обнаружены у большинства живых существ, в том числе у всех без исключений растений, многих микроорганизмов. Каротиноиды обуславливают окраску многих животных, особенно насекомых, птиц и рыб. Каротиноиды и их производные, помимо прочего, являются основой зрительных пигментов, отвечающих за восприятие света и цвета у животных.
К каротиноидам относятся такие пигменты, как каротин, гематохром, ксантофилл, ликопин, лютеин, родопсин (зрительный пурпур) и другие.

### Хиноны
Хиноны — химические соединения, производные моноциклических или полициклических ароматических углеводородов, в составе которых присутствует ненасыщенный циклический дикетон. Их окраска варьирует от бледно-жёлтой до оранжевой, красной, пурпурной, коричневой и почти чёрной. Обнаружены у многих грибов, лишайников и в некоторых группах беспозвоночных. Широко используемый краситель ализарин относится к группе хинонов.

### Флавоноиды

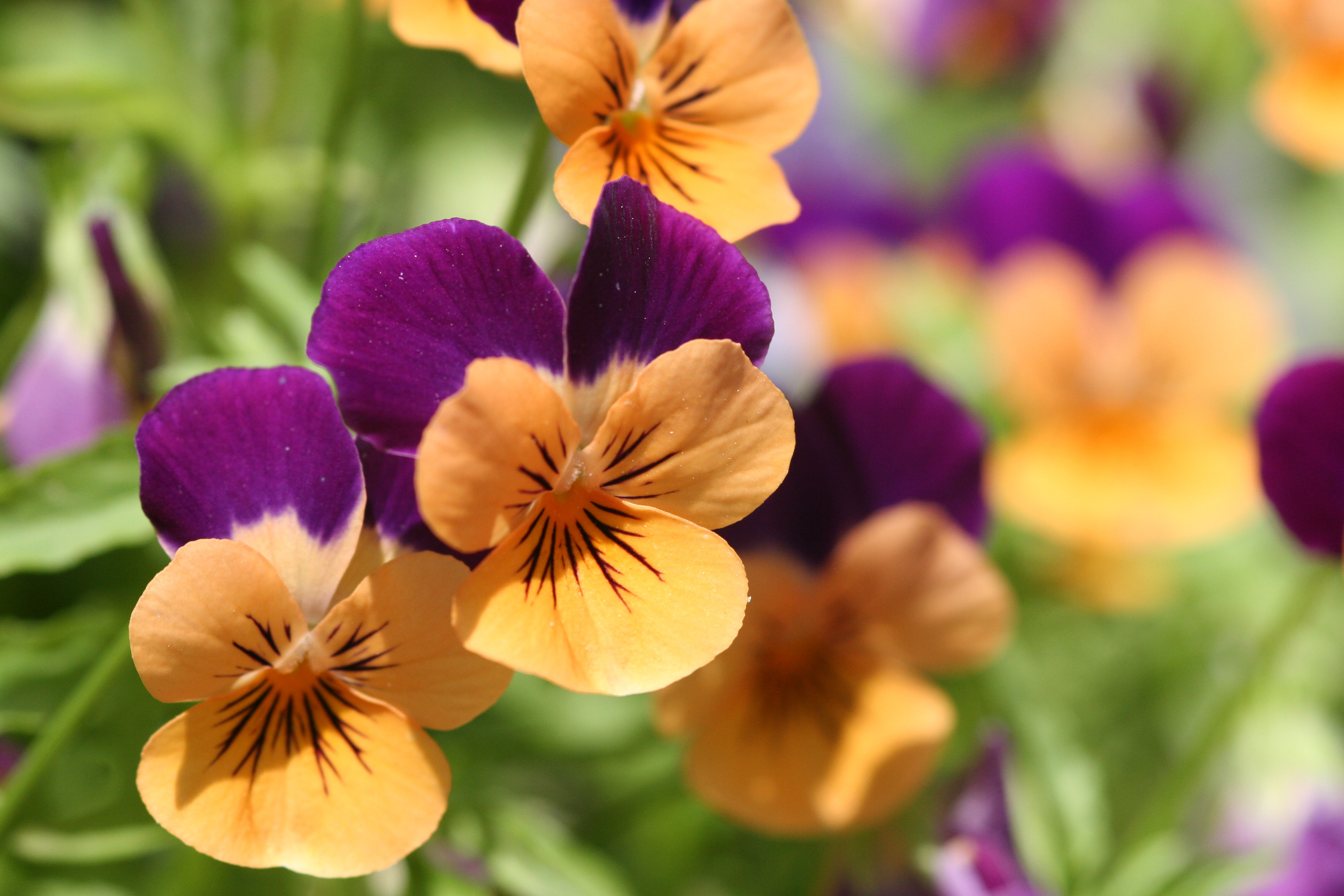
Яркая окраска лепестков цветов обусловлена антоцианом.

Флавоноиды — O-гетероциклические фенольные соединения. В природе синтезируются почти исключительно высшими растениями. В их число входят антоцианы, обуславливающие наиболее яркие цвета растений — красные, пурпурные, синие части цветов и плодов; флавоны, флавонолы, ауроны, халконы определяют жёлтую и оранжевую окраску плодов и листьев. К группе флавоноидов относятся также природные антиоксиданты катехины.

### Пигменты на основе порфирина
В эту группу входят биологические пигменты, в составе которых присутствует порфириновый комплекс. Гем, один из видов порфиринов, входит в качестве простетической группы в состав таких соединений, как гемоглобин, билирубин, цитохром c, цитохром P450 и другие. К этой группе относятся также растительные пигменты — хлорофилл, феофитин и т. п. Как правило, пигменты этого класса участвуют в фотохимических процессах, а также являются ферментами, задействованными в обмене веществ. Их роль как собственно красителей второстепенна.

### Другие
Меланин — один из самых распространённых пигментов у животных, обуславливающий их тёмную окраску. Также встречается у растений и микроорганизмов. У позвоночных синтезируется в особых клетках — меланоцитах. Меланины широко распространены в растительных и животных тканях, а также у простейших. Они определяют окраску кожи и волос, например масти лошадей, цвет перьев птиц (совместно с интерференционной окраской), чешуи рыб, кутикулы насекомых. Меланины поглощают ультрафиолетовые лучи, и тем самым защищают ткани глубоких слоёв кожи от лучевого повреждения.
Другой функцией является усвоение некоторыми грибами ультрафиолетового и гамма-излучения для обеспечения жизнедеятельности.
Люциферины — группа светоизлучающих биологических пигментов, встречаются у организмов, способных к биолюминесценции. Представляют собой небольшие молекулы, служащие субстратом для соответствующих ферментов люцифераз, осуществляющих их окисление.

## Биологическая роль
Природные пигменты выполняют множество функций. Они определяют окраску организмов, важную для их приспособления к внешней среде. Окраска отдельных частей растений служит для привлечения насекомых-опылителей и птиц, распространяющих семена, окраска тела у животных способствует защите от врагов, маскирует их при выслеживании добычи или предупреждает врагов о ядовитости. Также эти пигменты могут осуществлять защиту организма от ультрафиолетового излучения солнца. Многие природные пигменты принимают участие в фотохимических процессах, в частности, хлорофилл, бактериохлорофилл, бактериородопсин являются фотосинтезирующими ферментами, родопсин животных задействован в зрительном процессе. Дыхательные пигменты (гемоглобин, гемэритрин, гемоцианин, цитохромы, дыхательные хромогены и др.) участвуют в переносе кислорода к тканям и тканевом дыхании.

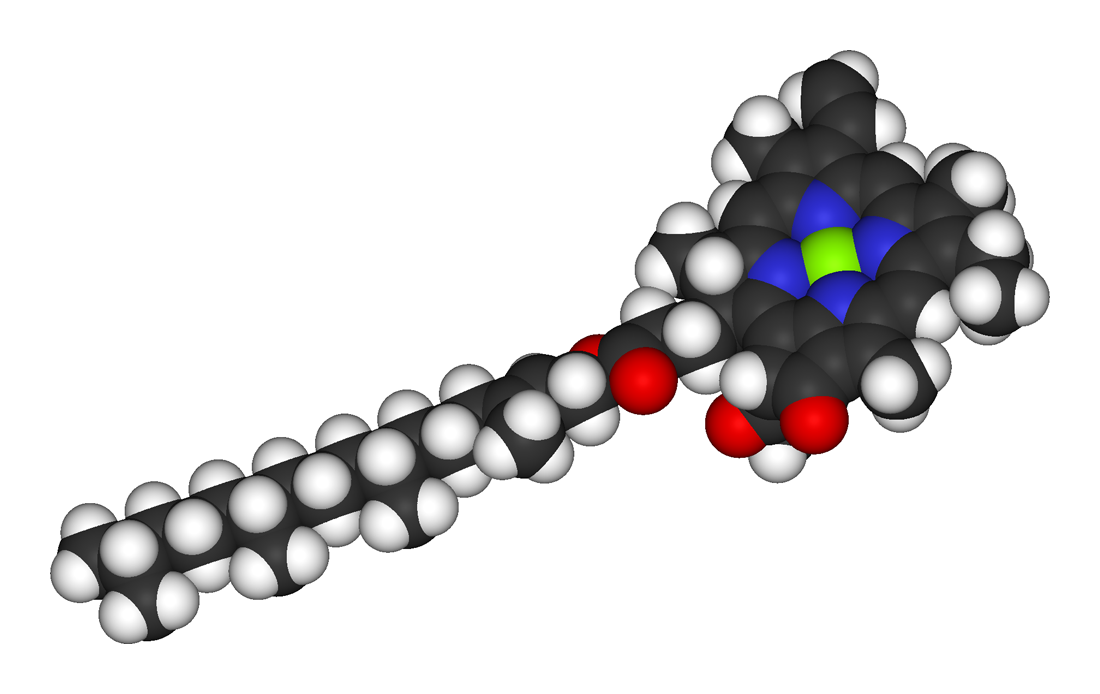
Молекула хлорофилла.

Биологические пигменты, как правило, находятся в различных структурах клетки, реже — в свободном состоянии в жидкостях организма. Так, хлорофилл расположен в хлоропластах, каротиноиды — в хромопластах и хлоропластах, гемоглобин, как правило, в эритроцитах, меланин — в меланоцитах.

## Использование
Ряд природных пигментов нашёл применение как красители в промышленности. В частности, широко применяются краски на основе ализарина, ранее применялись такие природные красители, как индиго, кармин, шафран и другие.